# Gintaras Krapikas
Gintaras Krapikas (* 6. Juli 1961 in Kretinga) ist ein litauischer Basketball-Trainer und ehemaliger Basketballspieler.

## Karriere
Krapikas spielte von 1985 bis 1990 bei Žalgiris Kaunas, in den ersten drei Jahren wurde er mit dem Verein sowjetischer Meister. Anschließend entschied sich der Litauer für ein Engagement in Deutschland. 1992 trug er entscheidend dazu bei, dass der TuS Iserlohn aus der 1. Regionalliga in die 2. Basketball-Bundesliga aufsteigen konnte. Im gleichen Jahr gewann Kaprikas mit der litauischen Nationalmannschaft die Bronzemedaille bei den Olympischen Spielen in Barcelona. Drei Jahre später bei den Europameisterschaften in Athen glänzte die Medaille sogar in Silber, nach Erfolgen im Viertelfinale gegen Russland und im Halbfinale gegen Kroatien musste sich das Team aus dem Baltikum nur im Finale gegen Jugoslawien knapp mit 90:96 geschlagen geben.
Am Ende seiner aktiven Karriere nach der Saison 1998/99 blieb Gintaras Krapikas noch für eine Saison als Co-Trainer beim TuS Iserlohn. Ein Jahr später kehrte der Vizeeuropameister wieder in seine litauische Heimat zurück, als Co-Trainer errang er mit Zalgiris Kaunas 2001, 2003, 2004 und 2005 die litauische Meisterschaft, 2005 außerdem die Meisterschaft der Baltic Basketball League. In den Jahren 2002 bis 2006 war er zusätzlich Assistenztrainer der litauischen Nationalmannschaft. Nach einer weiteren Co-Trainer Station beim russischen Verein UNICS Kazan unterschrieb Krapikas noch einmal als Assistenztrainer bei Zalgiris Kaunas 2008, kurze Zeit später übernahm er den Cheftrainerposten, von dem er im Dezember 2009 wieder zurücktrat.

## Erfolge als Spieler
- 1985 sowjetischer Meister
- 1986 sowjetischer Meister
- 1987 sowjetischer Meister
- 1992 Aufstieg in die 2. Basketball-Bundesliga in Deutschland
- 1992  Bronzemedaillengewinner bei den Olympischen Spielen
- 1995  Vizeeuropameister

## Erfolge als Trainer
- 2001 litauischer Meister
- 2003 litauischer Meister
- 2004 litauischer Meister
- 2005 litauischer Meister, Meister der Baltic Basketball League
- 2009 Vizemeister der Baltic Basketball League
- 2014 litauischer Meister

## Privates
Als Gintaras Krapikas ab 2000 häufig als Trainer in seinem Heimatland Litauen und in Russland beschäftigt war, lag sein Lebensmittelpunkt seiner Familie seit zehn Jahren in Hofheim am Taunus. Dort feierte er 2010 mit seiner Ehefrau Inga Silberhochzeit. Seine Tochter Joana Krapikaitė, Basketballspielerin bei TV Hofheim II, studiert an der Goethe-Universität in Frankfurt am Main Jura, während sein Sohn Gytis an der Universität Graz in Betriebswirtschaftslehre eingeschrieben ist.